# BMW K 1600-serie

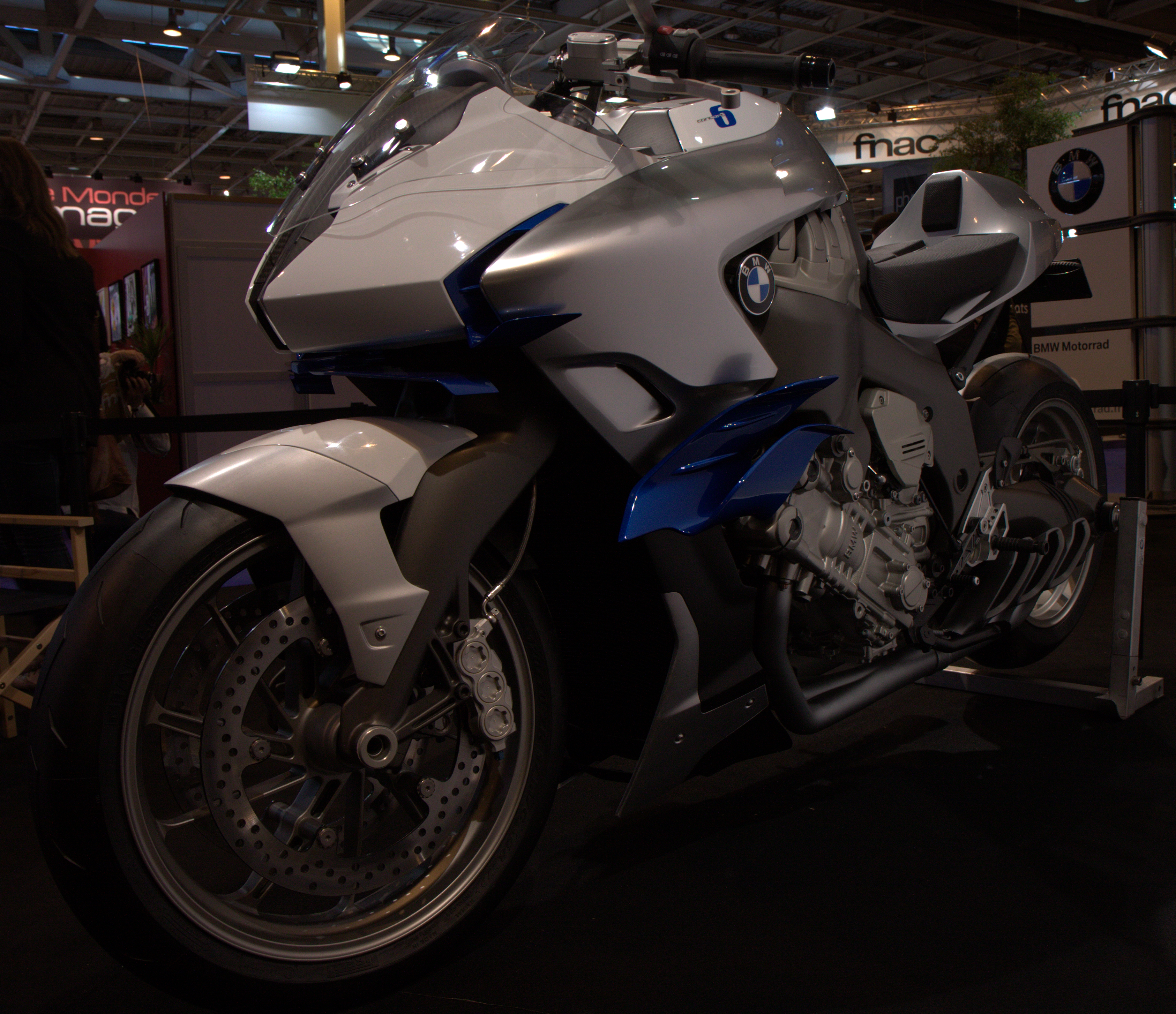
Concept 6 Prototype

De BMW K 1600-serie is een serie motorfietsen van het merk BMW.

## Voorgeschiedenis
In 2009 was de K 1300 GT als opvolger van de K 1200 GT op de markt gekomen. Deze beide series waren al uitgerust met de dwarsgeplaatste viercilinderlijnmotoren die pas in 2006 op de markt waren gekomen. De concurrentie in het zware toersegment en het zware sporttoersegment nam toe. Yamaha had de FJR 1300 uitgebracht, en Kawasaki was met de GTR 1400 en de ZZ-R 1400 op de markt gekomen. In hetzelfde jaar ontstonden geruchten over een nieuwe zescilinder van BMW. Aanvankelijk bestond er grote twijfel over het doorgaan van dit project, vanwege de juist heersende economische crisis, maar de BMW ingenieurs maakten dit "Concept 6" project af en tijdens de EICMA tentoonstelling in november 2009 werd het eerste prototype tentoongesteld. In 2009 was de K 1200 LT Edition van het toneel verdwenen, zodat BMW in de categorie Full Size Touring geen motorfietsen meer leverde. Het toersegment werd aangevoerd door de K 1300 GT en de tweecilinder-R 1200 RT. Door de vergrijzing onder motorrijders was het zware toersegment een zeer belangrijke markt geworden. BMW filosofeerde al in 2007 over een zware motor met meer cilinders. Daarbij werden een V8 (vanwege het formaat) en een VR6 (vanwege verwachte thermische problemen) afgewezen. Dwarsgeplaatste zescilinder lijnmotoren waren in het verleden al toegepast door Honda, Benelli en Kawasaki, maar waren altijd zeer breed uitgevallen. Door de inmiddels verbeterde materialen en moderne productietechnieken koos BMW toch voor deze optie.

### Concept 6 Prototype
Het prototype was voorzien van de dwarsgeplaatste zescilinder lijnmotor met sterk naar voren hellende cilinders, zoals dat ook bij de voorgaande K 1200- en K 1300-serie het geval was. Er was sprake van een lange slag motor om op die manier het blok zo smal mogelijk te houden. Er waren holle nokkenassen gebruikt, een techniek die al bij de K 1200-serie was gebruikt en afkomstig was van de vroegere BMW Formule 1-motoren. Als voorvork was een duolever vork toegepast, achter was een enkelzijdige paralever te vinden. De machine had een brugframe en een zes-in-twee-in-zesuitlaatsysteem. De vormgeving was uitermate sportief, met een hoog oplopende tank en een lage zitpositie, een tophalf stroomlijn en een goed zichtbaar brugframe. De voetsteunen waren verstelbaar en er was een eenpersoons zadel toegepast. Het prototype had geen onderkuip, maar tussen het voorwiel en het motorblok waren twee forse luchthappers naast de radiateur aangebracht. Er waren twee zeszuiger remklauwen vóór en één vierzuiger remklauw achter gebruikt. Er was bij de presentatie van het prototype al sprake van dat niet de sportieve K 1300 S, maar juist de opvolger van de K 1200 LT deze nieuwe zescilindermotor zou gaan krijgen.

## K 1600-serie
| BMW K 1600 GTL |
| {{{2}}}        |

De K 1600-serie bestond uit twee modellen: een Serious Touring-machine als opvolger of aanvulling van de K 1300 GT, en een Full Size Touring machine als opvolger van de K 1200 LT Edition. Het bijzondere uitlaatsysteem was vervallen en vervangen door een meer conventioneel zes-in-één-in-tweesysteem, waarschijnlijk met een centrale demperpot waarin de geregelde driewegkatalysator zat. Bij de tekeningen van de beide eerste modellen was alleen een tophalf kuip gebruikt, waarschijnlijk omdat - zeker bij de eerste presentatie - het zescilinderblok prominent en dus zichtbaar aanwezig moest zijn.

### Innovaties
Alle modellen waren voorzien van een Xenon koplamp met "duikcompensatie". Dat betekende dat bij in- en uitveren, duiken van de voorvork en het nemen van oneffenheden de koplamp steeds hetzelfde, van tevoren ingestelde, deel van de weg bescheen. Als optie was bovendien adaptieve bochtenverlichting leverbaar, waarbij de koplamp met behulp van een extra stelmotor ook bij het schuin liggen van de motor de bochten correct verlichtte.

### Motor
De motor was een vloeistofgekoelde dwarsgeplaatste zescilinder-DOHC-lijnmotor met vier kleppen per cilinder. Het blok woog 102,6 kg en was 555 mm breed. BMW claimde dat meer dan 70 procent van het maximum koppel al beschikbaar was vanaf 1.500 tpm. Er was een 120° krukas gemonteerd, waardoor steeds twee cilinders (1 en 6, 2 en 5, 3 en 4) gelijk liepen en geen balansas nodig was. De bediening van het enkele 55 mm gasklephuis gebeurde met behulp van het E-gas-drive-by-wiresysteem. Uiteraard was er brandstofinjectie toegepast, met een injector voor elke cilinder. De motormapping van het BMW Motormanagement System-X was instelbaar in de standen Rain, Road en Dynamic. Bij de laatste twee was het volle vermogen beschikbaar, maar was de gasreactie wel verschillend. Er was een tractiecontrolesysteem aan boord, het Dynamic Traction Control. Startmotor en dynamo zaten achter de cilinders boven de versnellingsbak. Er was echter geen sprake van een echte lange slag motor, maar de slag was wel relatief lang en slechts enkele millimeters kleiner dan de boring.

### Rijwielgedeelte
Door de schuin liggende cilinders, en de plaatsing van het motorblok in het frame ontstond een statische gewichtsverdeling van 52% voor en 48% achter - van de motorfiets alleen. BMW claimde dat dit de beste keuze was voor superieure rijeigenschappen met duopassagier en/of veel bagage.

#### Frame
De K 1600-serie had een lichtmetalen brugframe, dat door de hellende cilinders laag over het motorblok zat. Aan de voorkant zat een magnesium subframe en het achterframe was van aluminium. Motorblok en versnellingsbak waren op acht punten aan het frame bevestigd en waren gedeeltelijk meedragend.

#### Wielophanging
Aan de voorkant was het BMW-duoleversysteem gebruikt, achter het paraleversysteem. Dankzij het ESA II-systeem kon de berijder tijdens het rijden de veer- en dempingskarakteristieken aanpassen. Van de duolever vork konden de uitgaande demping vóór en achter en de veervoorspanning achter ingesteld worden in de standen Sport, Normal en Comfort. Bovendien was de "hardheid" van de vering achter instelbaar.

#### Transmissie
De krukas was met de koppeling verbonden middels rechte tandwielen. De koppeling was een meervoudige (10 schijven) natte plaatkoppeling met anti hop functie. Omdat de anti hop koppeling in twee richtingen werkte, voorkwam ze niet alleen het "stuiteren" van het achterwiel bij terugschakelen, maar bij het optrekken drukte ze ook de koppelingsplaten vaster op elkaar, waardoor lichtere drukveren konden worden gebruikt. Er was een drie-assige versnellingsbak toegepast, waarvan de assen boven elkaar lagen, waardoor de versnellingsbak smaller was en meer ruimte bood ter hoogte van de voetsteunen. De 90° hoekaandrijving (nodig om de dwarsgeplaatste motor te verbinden met de langsgeplaatste cardanaandrijving), versnellingsbak en koppeling waren in de motor geïntegreerd.

#### Remmen
De machines waren voorzien van twee schijfremmen vóór en één achter, met het elektrisch bekrachtigde EVO-remsysteem en Integral ABS.

### Uitrusting
Naast inmiddels voor BMW normale zaken als handvatverwarming, zadelverwarming (maar nu met vijf standen) en een ergonomiepakket waren de K 1600-modellen uitgevoerd met koplampen met een beweegbare Xenon projectiemodule met een statische spiegelreflector. De "duikcompensatie" van de permanente lichthoogteregeling zorgde ervoor dat de lichtbundel onafhankelijk van rij- en wegomstandigheden altijd het optimale, van tevoren ingestelde gebied verlichte. Als optie was de adaptieve bochtenverlichting leverbaar, waardoor ook tijdens het nemen van bochten de verlichting dankzij een stelmotor de bocht verlichte. In het dashboard zat de Multi-Controller met een tft-kleurenbeeldscherm en menustructuur waardoor verschillende functies, zoals het ESA, de zadelverwarming, het gps en het audiosysteem vanaf de linker stuurhelft konden worden bediend. De toerruit was elektrisch en traploos in hoogte verstelbaar en voorzien van een "geheugen". Tijdens het rijden nam ze de laatst ingestelde hoogte aan, bij het afzetten van het contact zakte ze naar beneden. Daarmee blokkeerde ze tevens de afdekkap van het gps, zodat diefstal onmogelijk was.
| De elektrisch bediende ruit maakt het plaatsen van de gps mogelijk |
| {{{2}}}                                                            |

### K 1600 GT
De eerste tekeningen van de GT toonden een Grand Tourismo met een veel lichtvoetiger ontwerp dan bijvoorbeeld dat van de K 1200 LT. Er was alleen een tophalf kuip gemonteerd, de bescherming van de rijder moest dus deels van het motorblok komen. Er bestonden overigens spionagefoto's van een K 1600-model met een volledige toerkuip. Er was een in kleur gespoten kofferset aanwezig. De 160pk-motor leverde niet meer vermogen dan die van zijn de K 1300 GT, maar BMW richtte zich veel meer op het ontwikkelde motorkoppel, dat over een breed toerengebied moest worden uitgesmeerd. Het werkelijke model dat in oktober 2010 werd gepresenteerd had echter wel een volledige toerkuip, waarvan de onderkuip het blok deels zichtbaar liet en om de cilinders heen liep, zoals dat ook bij de oude RS- en RT-modellen uit de /7-serie het geval was.

#### Standaarduitrusting
Tot de standaarduitrusting behoorden de xenon-koplampen met "duikcompensatie", handvatverwarming, zadelverwarming, antiblokkeersysteem, de Multi-Controller met een lichtafhankelijk werkend TFT kleurenbeeldscherm en menustructuur, cruisecontrol en een kofferset.

#### Opties

##### Los verkrijgbaar
Audiosysteem met navigatievoorbereiding en regelbare interface voor iPod, MP3, USB, Bluetooth, BMW Navigator III GPS, en rembekrachtiging. Voor de Verenigde Staten en Canada: Satellietradio.

##### Veiligheidspakket
Dynamic Traction Control, adaptieve bochtenverlichting, bandenspanningcontrolesysteem.

##### Comfortpakket
Centrale vergrendeling, alarm, ESA II

### K 1600 GTL
De K 1600 GTL was de meer luxe toerversie van de K 1600-serie en de opvolger van de K 1200 LT Edition. De BMW tekeningen toonden ook hier een motorfiets met alleen een tophalf kuip, maar ook van deze motor bestonden afbeeldingen (al of niet van BMW zelf) met verschillende volle toerkuipen. Sommige hadden de scherpe lijnen die ook de K 1300 GT kent, sommige juist weer meer "ronde" vormen. Het werkelijke model had dezelfde volledige toerkuip die ook de K 1600 GT had, maar met een grotere toerruit. De voetsteunen stonden echter lager en meer naar voren, het stuur meer naar achteren. De bestuurder zat door het tweetrapszadel aanmerkelijk lager dan de passagier.

#### Standaarduitrusting
Tot de standaarduitrusting behoorden de xenon-koplampen met "duikcompensatie", handvatverwarming, zadelverwarming, cruisecontrol, antiblokkeersysteem, de Multi-Controller met lichtafhankelijk werkend TFT kleurenbeeldscherm en menustructuur en een kofferset. Het voor de GT optionele audiosysteem met navigatievoorbereiding en regelbare interface voor iPod, MP3, USB, Bluetooth en gps was op de GTL-standaard, en in de Verenigde Staten en Canada uitgebreid met satellietradio. De kofferset was uitgebreid met een topkoffer, voorzien van een rugsteun voor de duopassagier.

#### Opties

##### Los verkrijgbaar
Audiosysteem met navigatievoorbereiding en regelbare interface voor iPod, MP3, USB, Bluetooth, BMW Navigator III GPS, en rembekrachtiging. Voor de Verenigde Staten en Canada: satellietradio.

##### Veiligheidspakket
Dynamic Traction Control, adaptieve bochtenverlichting, bandenspanningcontrolesysteem.

##### Comfortpakket
Centrale vergrendeling, alarm, ESA II

## Technische gegevens
|                  | K 1600 GT                                                         | K 1600 GTL                                                        |
| ---------------- | ----------------------------------------------------------------- | ----------------------------------------------------------------- |
| Periode          | 2011-                                                             | 2011-                                                             |
| Categorie        | toermotor                                                         | toermotor                                                         |
| Motortype        | vloeistofgekoelde zescilinder-DOHC-viertaktmotor                  | vloeistofgekoelde zescilinder-DOHC-viertaktmotor                  |
| Bouwwijze        | dwarsgeplaatste lijnmotor                                         | dwarsgeplaatste lijnmotor                                         |
| Boring           | 72 mm                                                             | 72 mm                                                             |
| Slag             | 67,5 mm                                                           | 67,5 mm                                                           |
| Cilinderinhoud   | 1.649 cc                                                          | 1.649 cc                                                          |
| Max. vermogen    | 118 kW/160,5 pk bij 7.750 tpm                                     | 118 kW/160,5 pk bij 7.750 tpm                                     |
| Max. koppel      | 175 Nm bij 5.250 tpm                                              | 175 Nm bij 5.250 tpm                                              |
| Topsnelheid      | ca. 260 km/h                                                      | ca. 260 km/h                                                      |
| Aandrijving      | cardanaandrijving                                                 | cardanaandrijving                                                 |
| Rijwielgedeelte  | aluminium brugframe magnesium subframe vóór aluminium achterframe | aluminium brugframe magnesium subframe vóór aluminium achterframe |
| Rijklaar gewicht | 319 kg                                                            | 348 kg                                                            |
| Tankinhoud       | 24 liter                                                          | 26,5 liter                                                        |
| Voorganger       | K 1300 GT                                                         | K 1200 LT Edition                                                 |
| Concurrenten     | Honda ST 1300 Pan European Kawasaki GTR 1400 Yamaha FJR 1300      | Honda GL 1800 GoldWing                                            |

## Concurrentievergelijking 2011
|                            | Koppel             | Vermogen             | Gewicht | Prijs (2011) |
| -------------------------- | ------------------ | -------------------- | ------- | ------------ |
| BMW K 1600 GT              | 175 Nm @ 5.250 tpm | 160,5 pk @ 7.750 tpm | 319 kg  | € 23.250     |
| BMW K 1300 GT              | 135 Nm @ 8.000 tpm | 160 pk @ 9.000 tpm   | 288 kg  | € 20.650     |
| Honda ST 1300 Pan European | 125 Nm @ 6.000 tpm | 126 pk @ 8.000 tpm   | 329 kg  | € 19,990     |
| Kawasaki GTR 1400          | 136 Nm @ 6.200 tpm | 155 pk @ 8.800 tpm   | 304 kg  | € 19.980     |
| Yamaha FJR 1300            | 134 Nm @ 7.000 tpm | 143 pk @ 8.800 tpm   | 291 kg  | € 19.999     |
|                            |                    |                      |         |              |
| BMW K 1600 GTL             | 175 Nm @ 5.250 tpm | 160,5 pk @ 7.750 tpm | 348 kg  | € 25.500     |
| Honda GL 1800 GoldWing     | 167 Nm @ 4.000 tpm | 118 pk @ 5.500 tpm   | 417 kg  | € 32.890     |